# Kchang Šeng
Kchang Šeng (čínsky pchin-jinem Kāng Shēng, znaky 康生; 4. listopadu 1898 — 16. prosince 1975) byl čínský komunistický politik, od 30. do 70. let člen vedení Komunistické strany Číny, od konce 30. let neochvějně loajální k Mao Ce-tungovi. Ve 30. a první polovině 40. let pracoval v bezpečnostním aparátu strany, přičemž zaujímal tvrdé až brutální postoje vůči skutečným i údajným nepřátelům čínských komunistů. V následujícím desetiletí byl proto odsunut do provincie Šan-tung. Od poloviny 50. let se vrátil do centrálního aparátu KS Číny, jeho vliv dále vzrostl s nástupem kulturní revoluce, v níž představoval jednoho z předních vůdců levých radikálů, v úzkém spojenectví s Ťiang Čching. Od začátku 70. let kvůli špatnému zdraví již do politiky zasahoval jen omezeně, i když vysoké postavení (místopředseda ústředního výboru, čtvrtý nejvýznamnější muž ve straně) mu zůstalo do konce života.

## Život

### Mládí a počátky politické kariéry
Kchang Šeng se narodil v okrese Ču-čcheng v provincii Šan-tung v rodině drobných statkářů pod jménem Čang Cung-kche (čínsky pchin-jinem Zhāng Zōngkě, znaky zjednodušené 张宗可, tradiční 張宗可), Kchang Šeng je pseudonym, který používal od 30. let. Učil se v místní škole, roku 1915 se oženil s Čchen I, manželství dohodly rodiče páru. S Čchen I měl dvě děti, dceru a syna. V roce 1920 navštěvoval přípravné kurzy na univerzitě Čching-chua. V letech 1921 až 1923 učil na vesnické škole v Ču-ťiangu v Šan-tungu.
V roce 1924 zahájil studium na fakultě sociologie Šanghajské univerzity. V roce 1925 vstoupil do Komunistické strany Číny, jako stranický aktivista působil pod jmény Čao Žung a Čang Šao-čching; podílel se na organizaci komunistických odborů, i na hnutí 30. května. Na jaře 1927 se účastnil neúspěšného komunistického povstání. Unikl masakrům po jeho porážce a nějakou dobu pak pracoval ve stranickém výboru provincie Ťiang-su. Roku 1927 se také oženil se studentkou šanghajské univerzity Cchao I-ou, která se stala jeho celoživotní družkou. V druhé polovině roku 1928 byl jmenován vedoucím organizačního oddělení ťiangsuského provinčního výboru KS Číny. Roku 1930 byl během pobytu v Šanghaji spolu s několika dalšími komunisty zatčen a později propuštěn.
Krátce vedl organizační oddělení ÚV (leden–březen 1931) a poté odborové oddělení ÚV.

### V Šanghaji a Moskvě
V dubnu 1931 kuomintangská policie zatkla Ku Šun-čanga, který měl na starosti bezpečnost vedení strany, Ku Šun-čang začal vypovídat a předal policii cenné informace o stranických funkcionářích, což umožnilo zatčení řady z nich, včetně generálního tajemníka Siang Čung-faa. V reakci na to Čou En-laj sestavil zvláštní pracovní výbor, který měl reorganizovat otřesený bezpečností aparát komunistů a dohlížet na zpravodajské a bezpečností operace strany. Čou výboru předsedal, členy byli Čchen Jün,  Kchang Šeng, Pchan Chan-nien a Kuang Chuej-an. Když Čou v srpnu 1931 odjel ze Šanghaje do centrální komunistické oblasti v provincii Ťiang-si, ponechal vedení výboru a bezpečnosti Čchen Jünovi, po jeho převodu na odborovou práci roku 1932 převzal vedoucí postavení ve výboru Kchang Šeng. Poté Kchang řídil celý komunistický bezpečnostní a špionážní aparát nejen v Šanghaji, ale v celé Číně.
Po odjezdu Čou En-laje zůstali v Šanghaji na podzim 1931 z členů politbyra pouze Wang Ming, který vzápětí (v říjnu) odjel do Moskvy a Lu Fu-tchan. Po dohodě s představiteli Kominterny přítomnými v Šanghaji bylo proto v září 1931 sestaveno devítičlenné prozatímní politbyro které se ujalo řízení strany. Vedl ho Čchin Pang-sien, jedním z členů byl i Kchang Šeng, současně jmenovaný členem ústředního výboru.
Na jaře 1933 Kchang Šeng odjel do Moskvy. Tam pracoval v delegaci KS Číny v Kominterně, jako zástupce vedoucího delegace Wang Minga. V létě 1934 se k nim připojil ještě Čchen Jün. S rozmachem Velké čistky v Sovětském svazu probíhala i čistka v kolonii čínských komunistů v SSSR, Kchang Šeng vedl skupinu ji provádějící, postiženo bylo snad až několik set Číňanů.

### Jenanské období
V listopadu 1937 se Wang Ming, Kchang Šeng a Čchen Jün vrátili do Číny, do sovětské oblasti Šen-si-Kan-su-Ning-sia, kde sídlilo i vedení komunistické strany. Na zasedání politbyra v prosinci 1937 byli všichni tři, již členové politbyra, zvoleni do pětičlenného sekretariátu, nejužšího vedení strany (zbylí dva členové sekretariátu byli Čang Wen-tchien, který řídil práci sekretariátu a politbyra, a Mao Ce-tung). Roku 1938 Kchang Šeng údajně seznámil Mao Ce-tunga s Ťiang Čching, úspěšnou herečkou, která roku 1937 odešla ze Šanghaje ke komunistům do Jen-anu a roku 1938 se za Maa vdala. 
Začátkem roku 1938 byl jmenován předsedou bezpečnostní komise ÚV. V dubnu 1938 se stal ředitelem ústřední stranické školy (do konce roku 1938). Téhož roku v diskuzích v politbyru přešel na stranu Mao Ce-tunga a zůstal mu loajální do konce svého života. Věrnost Maovi překonávalo pouze pevné spojenectví s Ťiang Čching, které také přetrvalo natrvalo.
Během roku 1938 Kchang Šeng aktivně podporoval čistku strany od „zrádců a trockistů“ prosazovanou Wang Mingem, a postupně přebíral kontrolu nad bezpečnostním a zpravodajským aparátem strany – na jaře 1938 převzal vedení komise pro práci na nepřátelském území a koncem roku 1938 vedení ústřední bezpečnostní komise. Po zřízení oddělení sociálních záležitostí ÚV v únoru 1939 byl Kchang Šeng jmenován jeho vedoucím. Oddělení převzalo řešení otázek bezpečnosti a zpravodajství, fungovalo jako zpravodajská a diverzní služba působící na územích okupovaných Japonci, i v regionech ovládaných kuomintangskou vládou, na komunistickém území se věnovalo kontrarozvědné práci, odhalování a mnohdy i odstraňování nepřátelských osob, a také ochraně vedení strany. V oddělení sociálních záležitostí se Kchang Šeng soustředil na dohled nad kontrarozvědnou prací, zatímco jeho zástupce Li Kche-nung (dlouholetý pomocník a podřízený Čou En-laje) vedl zpravodajství a operace na nepřátelském území. Od počátku 40. let se Kchang Šeng i jeho lidé aktivně podíleli na takzvané nápravné kampani, v jejímž průběhu si získal špatnou pověst kvůli brutálnímu postupu vůči osobám pokládaným za nespolehlivé, resp. nepřátelské politice strany. S růstem odporu proti čistkám, převzal Li Kche-nung i dohled nad „nápravou chyb“ a rehabilitacemi nespravedlivě postižených komunistů.
Po zúžení sekretariátu na tři osoby v březnu 1943 (Mao Ce-tung, Liou Šao-čchi a Žen Pi-š’) z něho Kchang Šeng vypadl. Na VII. sjezdu KS Číny v dubnu–červnu 1945 byl znovuzvolen do ústředního výboru (jako 17. v pořadí podle počtu hlasů při volbě) a poté i do třináctičlenného politbyra. Byl kritizován za nepřiměřenou tvrdost a přehmaty projevené při nápravné kampani a odvolán z oddělení sociálních záležitostí.

### Po roce 1946
Od roku 1946 Kchang Šeng opustil práci v bezpečnosti, místo toho se podílel přípravách pozemkové reformy v severočínských provinciích a Šan-tungu. I zde se projevil jako stoupenec radikalistické politiky, když byli statkáři nejen zbavováni pozemků, ale mnoho jich i přišlo o život. Řízení oddělení sociálních záležitostí zatím převzal Li Kche-nung, i když formálně nahradil Kchang Šenga na postu vedoucího oddělení až v květnu 1948. V únoru 1948 byl Kchang Šeng jmenován zástupcem tajemníka východočínského byra ÚV, od března 1949 vykonával funkci předsedy lidové vlády Šan-tungu (do března 1955) a krátce i tajemníka šantungského provinčního výboru KS Číny.
Roku 1955 přešel ze Šan-tungu do Pekingu, kde se věnoval teoretické práci a podílel se vedení ústředního aparátu KS Číny, angažoval se v kulturních diskuzích. Na VIII. sjezdu KS Číny byl znovuzvolen do ÚV, ztratil však plnoprávné členství v obnoveném politbyru, když se stal pouze kandidátem politbyra. Roku 1959 byl zvolen místopředsedou celostátního výboru Čínského lidového politického poradního shromáždění (do 1965), roku 1965 místopředsedou stálého výboru Všečínského shromáždění lidových zástupců (znovuzvolen 1975).
Roku 1962 byl zvolen do sekretariátu ÚV KS Číny. Zastával levě radikální postoje. Například roku 1964 v diskuzi o hře Chaj Žuej sesazen z úřadu (diskuze stála u počátků kulturní revoluce) tvrdil, že je nepřímou kritikou Mao Ce-tungova postupu v záležitosti odvolání ministra a člena politbyra Pcheng Te-chuaje.
Od raných fází kulturní revoluce v ní hrál významnou roli – byl členem vedoucích skupin revoluci řídících: pětičlenné skupiny pro kulturní revoluci zřízené v červenci 1964 (pod předsednictvím Pcheng Čena), poradcem ústřední skupiny pro kulturní revoluci která nahradila předešlou v květnu 1966, a byl prostředníkem, který rozhodnutí Mao Ce-tunga sděloval politbyru. V srpnu 1966 byl opět zvolen do politbyra a stal se i členem jeho stálého výboru. Prakticky od jara 1967 (zejména po porážce takzvaného únorového protiproudu) do IX. sjezdu KS Číny v dubnu 1969 ústřední skupina pro kulturní revoluci nahradila politbyro i sekretariát jako de facto řídící orgán strany, když se nejdůležitější stranické a státní záležitosti projednávaly na rozšířených zasedáních skupiny (kterým předsedal Čou En-laj). Během kulturní revoluce zastával radikalistické, až extrémní postoje, podporoval masové čistky (například boj proti údajným členům Lidové revoluční strany Vnitřního Mongolska), podílel se na fabrikaci kauzy „jednašedesáti zrádců“.
Od listopadu 1970 stál v čele skupiny ÚV pro organizaci a propagandu, ve které se soustředilo rozhodování jak o organizačních a personálních záležitostech strany, tak řešení otázek ideologie a propagandy. Kvůli vysokému věku a souvisejícímu špatnému zdraví se však každodenní řídící práce již neúčastnil a rozhodující roli ve skupině na sebe strhla Ťiang Čching se svými spojenci. Po X. sjezdu roku 1973 byl opět zvolen do politbyra, jeho stálého výboru a navíc i místopředsedou ÚV KS Číny (formálně jako čtvrtý muž KS Číny po Mao Ce-tungovi, Čou En-lajovi a Wang Chung-wenovi). V prosinci 1975 zemřel.